# Norma peremptorie
O normă peremptorie (numită și jus cogens sau ius cogens – „lege imperativă” în latină) este un principiu fundamental al dreptului internațional, acceptat de comunitatea internațională a statelor suverane ca o normă de la care nu este permisă nicio derogare.
Nu există niciun acord universal care să menționeze limitativ care sunt normele jus cogens ori cum ajung ele să aibă acest statut, dar este general acceptat faptul că jus cogens interzice, printre altele, genocidul, pirateria maritimă, sclavagismul în general (incluzând atât sclavia, cât și comerțul cu sclavi), tortura, extrădarea și războiul de agresiune și de expansiune teritorială. Un studiu recent a propus și introducerea conceptului de jus cogens (legi imperative) regionale.

## Statutul normelor peremptorii în dreptul internațional
Spre deosebire de dreptul cutumiar comun, care în mod tradițional necesită consimțământ și permite modificarea obligațiilor dintre state prin tratate, normele peremptorii nu pot fi încălcate de către niciun stat „prin tratate internaționale, locale, tratate speciale privind tranzitul vamal sau chiar în general, prin norme cutumiare având o forță normativă inferioară celor peremptorii".
Discuțiile cu privire la necesitatea acestor tipuri de norme au început relativ devreme, în 1758 (Emmerich de Vattel, „Droit des gens") și 1764 (Christian Wolff, „Jus Gentium"), acestea fiind, în mod clar, înrădăcinate în principiile dreptului natural.
Cu toate acestea, deciziile Curții Permanente de Justiție Internațională au fost cele care au indicat existența unor astfel de norme peremptorii. În Cazul Wimbledon Arhivat în 15 aprilie 2017, la Wayback Machine. din 1923, s-a declarat că suveranitatea statului nu este inalienabilă, fără a se menționa explicit normele peremptorii.
În conformitate cu Articolul 53 din Convenția de la Viena privind Dreptul Tratatelor, orice tratat care intră în conflict cu o normă peremptorie este nulă. Tratatul permite apariția unor noi norme peremptorii, nespecificând expres vreo normă peremptorie. Nu mai vorbim de interzicerea amenințării de a folosi forța și de utilizarea constrângerii de a încheia un acord:

"Un tratat este nul dacă, la momentul încheierii sale, este în conflict cu o normă peremptorie a dreptului internațional general. În scopul prezentei Convenții, o normă peremptorie a dreptului internațional general este o normă acceptată și recunoscută de comunitatea internațională a statelor în integralitatea sa drept o normă de la care nicio derogare nu este permisă și care poate fi modificată numai de către o normă ulterioară a dreptului internațional general având același caracter."

Numărul de norme peremptorii este considerat limitat, nefiind, însă, catalogat în mod exclusiv. Acestea nu sunt enumerate sau definite de vreun organism investit cu autoritate, ci rezulta din jurisprudență și schimbările apărute la nivelul atitudinilor sociale și politice. În general, sunt incluse interdicții de tipul războaielor de agresiune, crimelor împotriva umanității, crimelor de război, pirateriei maritime, genocidului, apartheidului, sclaviei, torturii. De exemplu, tribunalele internaționale au considerat că este inadmisibil ca un stat să dobândească un teritoriu prin război.
În ciuda ușurinței evidente cu care pot fi condamnate aceste practici, unii critici nu sunt de acord cu clasificarea normelor juridice internaționale într-o ierarhie. Există, de asemenea, o neînțelegere în ceea ce privește modul în care astfel de norme sunt recunoscute sau stabilite. Conceptul relativ nou de normele peremptorrii pare a fi în contradicție cu natura consensuală a dreptului internațional, considerat necesar pentru exercitatea suveranității.
Unele norme peremptorii definesc infracțiunile considerate executorii nu numai împotriva statelor, ci și a persoanelor fizice. Acest fapt a fost din ce în ce mai acceptat după Procesele de la Nurnberg (unde a avut loc prima aplicare a acestor norme asupra persoanelor fizice din istoria lumii), iar acum ar putea fi considerate lipsite de controverse. Cu toate acestea, nu aplicabilitatea normelor peremptorii a fost folosită în aceste procese, ci mai degrabă baza incriminării și pedeapsirii pentru atrocitățile naziste, a reprezentat-o faptul că civilizația nu putea tolera să fie ignorate deoarece nu ar supraviețui repetării lor.
De multe ori există neînțelegeri asupra faptului dacă un anumit caz încalcă o normă peremptorie. Ca și în alte domenii ale dreptului, statele își rezervă, în general, dreptul de a interpreta ele însele conceptul.
Multe state mari au acceptat acest concept. Unele dintre ele au ratificat Convenția de la Viena, în timp ce altele au menționat în declarațiile lor oficiale că acceptă Convenția de la Viena ca "modificator". Unele au aplicat conceptul în relațiile lor cu organizațiile internaționale și cu alte state.

## Exemple

### Executarea delincvenților minori
Cazul Michael Domingues vs. Statele Unite ale americii oferă un exemplu de organism internațional care consiferă că o anumită normă este de natură jus cogens. Michael Domingues a fost condamnat la moarte în Nevada, Statele Unite ale Americii pentru comiterea, la vârsta de 16 ani, a două crime. Domingues a adus cazul în fața Comisiei Interamericane pentru Drepturile Omului, care a emis un raport fără forță juridică obligatorie. Statele Unite au susținut că nu există nicio normă jus cogens care să "stabilească că este necesară vârsta minimă de optsprezece ani pentru ca un infractor să primească o condamnare la moarte". Comisia a concluzionat că există o normă "jus cogens care prevede că nu pedeapsa capitală nu se poate aplica în cazul persoanelor care nu împliniseră încă vârsta de 18 ani la momentul comiterii crimelor."
Statele Unite a interzis, ulterior, executarea delincvenților minori. Chiar dacă nu neapărat ca răspuns la raportul fără forță juridică obligatorie, Curtea Supremă de Justiție a menționat o evoluție a normele internaționale ca fiind unul dintre motivele acestei interdicții. (Roper vs. Simmons).

### Tortura
Tribunalul Penal Internațional pentru Fosta Iugoslavie , a declarat în cadrul procesului - Procurorul vs. Furundžija că interzicerea torturii este, de asemenea, o normă jus cogens. Acesta a precizat și că fiecare stat are dreptul "de a cerceta, de a urmări și de a pedepsi sau de a extrăda persoanele acuzate de tortură, care se află pe teritoriul situat în jurisdicția sa." Prin urmare, nu există o jurisdicție universală asupra torturii. Raționamentul acestei afirmații este că "tortura a devenit, la fel ca pirateria și comerțul cu sclavi anterior ei, hostis humani generis, un dușman al omenirii."